# Лобода бурякова
Лобода бурякова (Chenopodium betaceum) — вид квіткових рослин родини щирицевих (Amaranthaceae).

## Біоморфологічна характеристика
Це однорічна рослина 20–100 см заввишки, з червоним стеблами та гілками. Стебло прямовисне. Листки темно-зелені, по краю зазвичай червоноокаймлені, зазвичай листова пластина розміром 15–30(60) × 8–25 мм, абаксіально (низ) від помірно до щільно борошниста, адаксіально злегка або помірно борошниста, край над основою від майже суцільного до пилчастого чи зубчастого, верхівка закруглена, іноді коротко мукронатна; зуби поступово зменшуються дистально по краю. Клубочки розташовані у вузьких, перерваних волотях на верхній частині гілок. Квітки двостатеві. Часток оцвітини 5, обернено-яйцеподібні. Насіння чорне чи чорно-червоне, ≈ 1 мм в діаметрі, з радіальними борозенками та невеликими точковими заглибленнями.

## Поширення
Росте у Євразії від Франції до Кореї; завезений до Японії, Канади, США.
В Україні вид росте на піщаних берегах річок, на бур'янах — у Лісостепу та Степу, розсіяно

## Синоніми
- Chenopodium strictum Roth
- Chenopodium glaucophyllum Aellen
- Chenopodium orphanidis Murr
- Chenopodium pseudoborbasii Murr
- Chenopodium striatum (Krašan) Murr

## Галерея

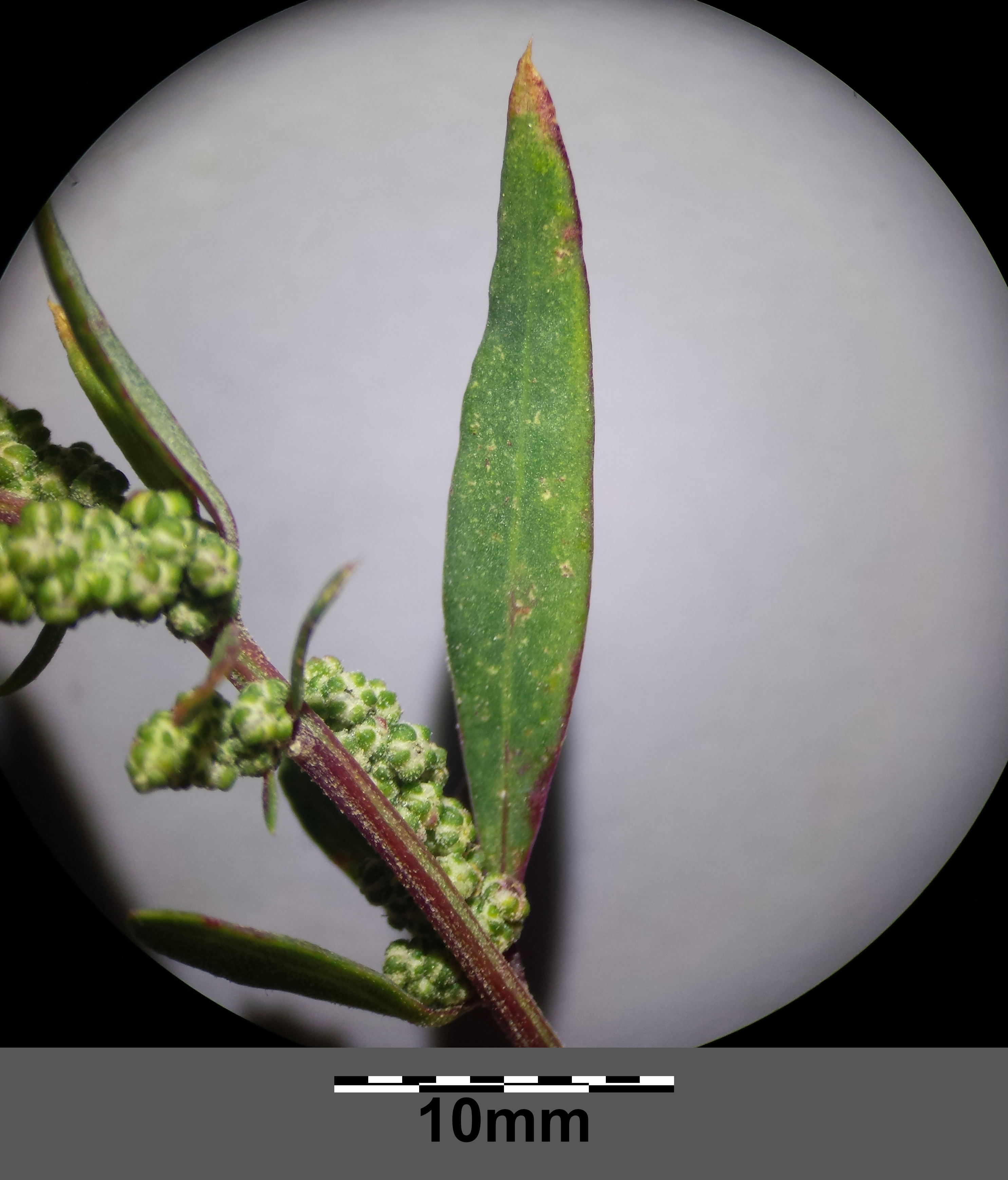
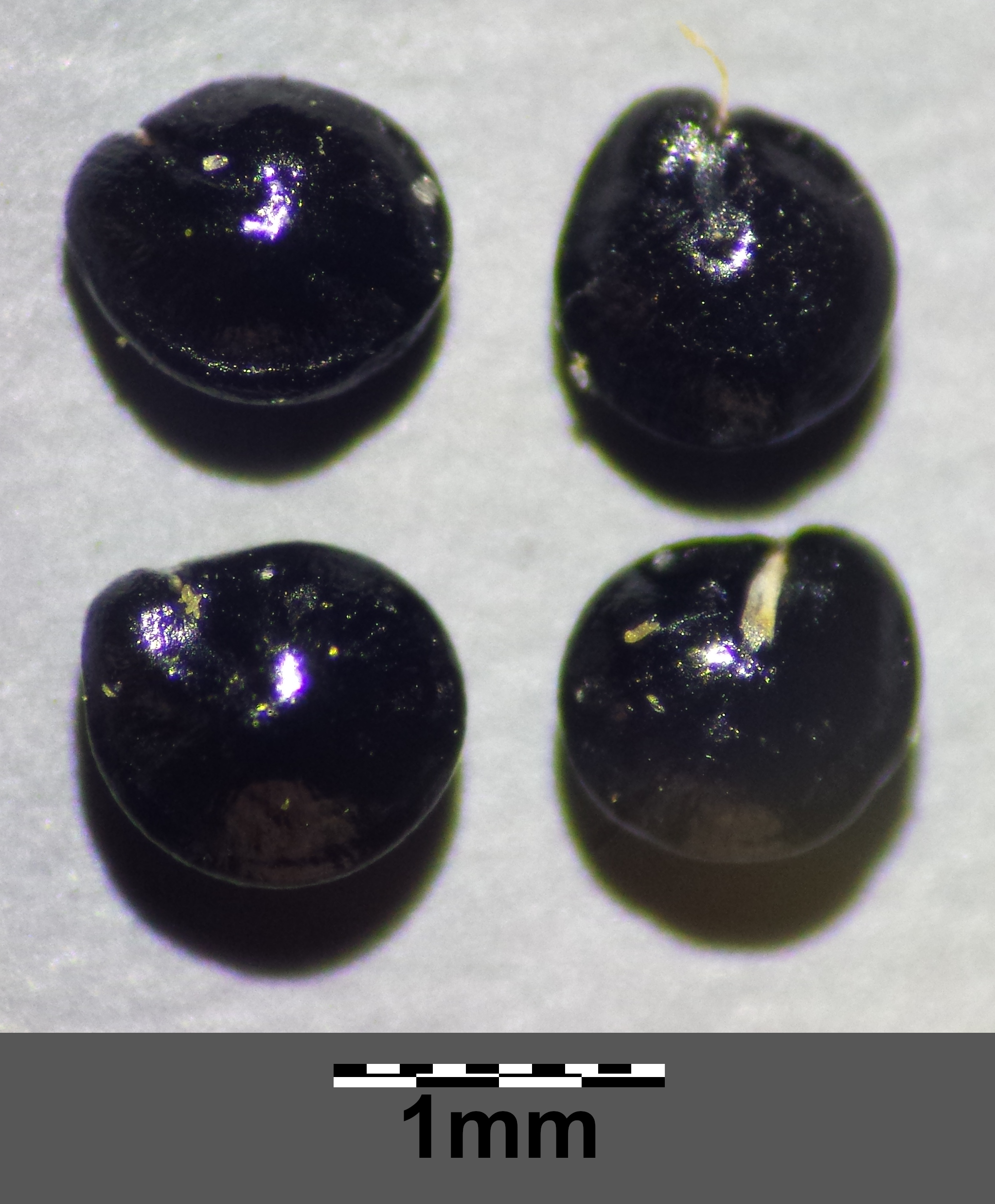